# Åse Kleveland
Åse Maria Kleveland (18. ožujka 1949. u Stockholmu, Švedska) je švedsko-norveška pjevačica i političarka. Postavljena je za ministricu kulture Norveške od 1990. do 1996. godine, u vladi Gro Harlem Brundtland, te je predstavljala Laburističku stranku. Također je bila predsjednica Švedskog filmskog instituta od 2000. do 2006. godine. U lipnju 2007. godine je postala predsjednica upravnog odbora norveške humanističke organizacije Human-Etisk Forbund. 

## Biografija
Rođena je u Švedskoj 18. ožujka 1949.,a 1956. godine se preselila u Norvešku. U intervjuu danom 1977. opisala je kako su njeni roditelji bili podjednaki u kućanskim poslovima, i da i ona i njen tadašnji muž, švedski umjetnik Svenolov Ehrén postupaju na isti način. Trenutno je u braku s filmskim režiserom i kinematografom Oddvarom Bullom Tuhusom. Govori norveški, švedski, engleski, francuski i japanski. Također je studirala pravo.
Kao pjevačica, poznata je po svom mračnom, duševnom glasu. Osim pjevanja, svira i gitaru a komponirala je i pjesme. Osim solo karijere, bila je i članica vispop grupe Ballade!.
Klasičnu gitaru je počela svirati s osam godina, a dvije godine kasnije imala je debi u radio emisiji. Svoj prvi nastup kao vispop pjevačica imala je s 13 godina u emisiji Erika Byea. Prvi album je objavila kada je imala 15, a sa svojim drugim albumom bila je jedan od pionira koji su najavili tada nadolazeći žanr vispopa, mješavinu tradicionalnih narodnih pjesama i popa. To je dovelo do niza angažmana u Parizu te je jedno vrijeme putovala između nastupa u Parizu i njene srednje škole u Lillestrømu, sjeverno od Osla. Sa 17 je imala veliku turneju po Japanu, koja je uključivala i nekoliko televizijskih nastupa kao i izdavanje četiri singla na japanskom.
Godine 1966. je predstavljala Norvešku na natjecanju za Euroviziju s pjesmom „Intet er nytt under solen“ (Nema ničeg novog pod suncem), završivši na trećem mjestu. Time što je svoju pjesmu izvela obučena u kompletu s hlačama, prekinula je tradiciju u to vrijeme, postavši prva ženska izvođačica koja nije nastupila u haljini.
Godine 1986. bila je voditeljica prvog natjecanja za Euroviziju koje je održano u Norveškoj, u Bergenu, nakon što su Bobbysocksi pobijedili 1985. Od 1979. do 1987. bila je predsjednica Norveškog udruženja glazbenika.